# Карибский кризис (игра)
«Карибский кризис» (на западе известна как Cuban Missile Crisis: The Aftermath и The Day After: Fight for Promised Land) — игра в жанре стратегия в реальном времени, разработанная компанией G5 Software и изданная компанией 1С 4 февраля 2005 года для Windows.
29 июля 2005 года для игры было выпущено дополнение под названием Карибский кризис: Ледниковый поход.

## Предыстория
27 октября 1962 года сбит американский самолёт-разведчик У-2. В ответ США начинают бомбардировку Кубы, на что СССР отвечает наступлением на Западный Берлин. Началась ядерная война, которая окончилась лишь в декабре. Мир раскалывается на четыре блока — США, СССР, Китай и брошенные американцами и русскими страны Европы, объединившиеся в Евросоюз (в начале игры Франко-германский союз). Учёные сообщают о том, что через 3 года всё Северное полушарие будет покрыто радиоактивными льдами, все страны испытывают недостачу средств и технологий для выживания. Все стороны решают переселиться на приэкваториальные земли, но места и ресурсов на всех не хватит, а значит — снова война…

## Стороны конфликта
Игра позволяет выбрать одну из четырех сюжетных линий игры — за СССР, Англо-американский альянс, Франко-германский союз и Китай. Каждая из этих сторон решает в послеядерном мире свои задачи, у каждой свои начальные условия, свой баланс сил с противниками и свои театры военных действий. Советский Союз имеет современное вооружение и преимущество в численности сухопутных войск в Европе, но испытывает сильный недостаток ресурсов; значительная часть промышленности разрушена. Англо-американский альянс также хорошо оснащен оружием, но выполнение задач осложнено из-за недостатка ресурсов и необходимости действовать в разных регионах мира. У Франко-германского союза есть преимущество в некоторых высокотехнологичных видах боевой техники, но серьезная нехватка личного состава и ресурсов усложняет боевые действия на начальном этапе. Китай обладает значительным людским потенциалом, но основная часть вооружений устарела и соответствует уровню II мировой войны; в стране сложная внутриполитическая обстановка на момент начала кампании.

### СССР
Сухопутная армия СССР утратила былую мощь, но по-прежнему оставалась самой сильной в мире. До применения оружия массового поражения Советская армия успела захватить значительную часть Западной Европы, за исключением небольших территорий в Германии, Бельгии, Франции, Испании и Португалии. Однако управление войсковыми частями, оказавшимися на значительном удалении от европейской части СССР, затруднено или нарушено. Другим возможным театром военных действий для СССР является территория пострадавшего после ядерного конфликта Китая. СССР, благодаря героическим усилиям советского народа и крупным стратегическим запасам, имеет достаточное количество некоторых ресурсов: авиации; железнодорожной, строительной, военной и производственной техники; топлива. В остальном же ощущается острый недостаток трудоспособного населения, не хватает транспортного флота, современных технологий, необходимых для будущей жизни в условиях предсказанной учеными «ядерной зимы».

### Англо-американский альянс
Столица США была перенесена в Новый Орлеан, столица союзной Великобритании — в Эдинбург. Погибли более 100 миллионов американцев. Многие нашли спасение в западных малозаселенных районах страны, некоторым удалось покинуть территорию США. Потери Соединенного королевства были особенно велики: почти все гражданское население, 95 % личного состава вооруженных сил, много техники и вооружения. Уничтожено взрывами или загрязнено до 85 % территории. По предложению Госдепартамента США союзные нации объединились на основе коллегиального правления. В послеядерном мире англо-американская армия стала второй по мощи после Советской. Англо-американский альянс имеет достаточное количество кораблей транспортного и военного флотов. Ощущается острая нехватка людей и топлива, не хватает сухопутной инженерной техники. Количество военной техники в Европе ограничено из-за сложности с переброской резерва с территории США. Кроме Британии, плацдармов англо-американский альянс не имеет. В Юго-Восточной Азии действия против китайской армии имели некоторый успех и привели к захвату трех небольших плацдармов в континентальном Китае.

### Франко-германский союз
Почти сразу после первой фазы конфликта перед лицом угрозы с Востока французское и немецкое правительства объявили о создании общего союза. Германия значительно пострадала в конфликте и потеряла около 3/4 своей территории, приняв на себя основной удар советских войск и ответные ракетные удары США по немецкой территории. Большинство частей французской армии сохранилось, поскольку не успело принять активного участия в боевых действиях против советских войск. Столицей союза стал г. Бордо. Крупные зоны заражения находятся на севере, западе и частично в центре Франции, имеется острейшая нехватка ресурсов. Однако одно из преимуществ Франко-германского союза — наличие уникальных производств и технологий, которые могут обеспечить выживание наций в послеядерном мире. Аналогичные производства в СССР и США оказались разрушенными на первом этапе конфликта. В странах союза остро не хватает людей и топлива. Торговый и военный флот сохранился относительно хорошо.

### Китай
В отличие от стран Европы и Северной Америки, Китай не принял активного участия в боевых действиях. Значительная часть его территории осталась в стороне от прямого действия оружия массового поражения. Основная масса рек, озер, колодцев и подземных вод, а также почв не подверглась загрязнению. Воспользовавшись мировым конфликтом, коммунистическое правительство Китая начало боевые действия против Тайваня, находившегося под управлением последователей Гоминьдана, а также против военно-морских баз США в Индонезии и на Филиппинах. В ответ США провели бомбардировки войсковых групп, военных объектов и промышленных городов юга и юго-востока Китая и полностью уничтожили Пекин. Во время бомбардировок погибло большинство руководителей Коммунистической партии Китая, которые за годы «большого скачка» (1958—1962 гг.) довели страну до крайне тяжелого состояния. Часть офицеров Китайской народной армии взяла власть в свои руки и объявила о создании нового китайского государства. Китайская народная армия является третьей по силе в послеядерном мире. Однако единственный ресурс, которым в избытке располагает Китай — это люди. Ощущается острый дефицит техники и топлива. Основная часть вооружений представляет собой устаревшую советскую технику времен II мировой войны. Транспортного и военного флотов, необходимых для перевозки грузов и людей, не осталось вообще.

## Отзывы
| Сводный рейтинг | Сводный рейтинг |
| Агрегатор       | Оценка          |
| --------------- | --------------- |
| GameRankings    | 57,90 %         |

## Продолжения и дополнения
Поскольку изначально не предполагалось сопровождение Карибского кризиса редактором карт и ресурсов (в отличие от Блицкрига 1), длительное время не существовало ни одного глобального дополнения для этой игры.
Существует два глобальных мода: Т-34 mod (разработка которого велась с 2009 по 2011 годы) и «Карибский
Кризис — Хроника Третьей Мировой войны» (Clerik-MOD) разработка которого ведется в настоящее время http://cmcmods.getbb.ru/viewforum.php?f=44 .
Также в 2005 году вышло официальное дополнение «Карибский кризис. Ледниковый поход».

### Карибский кризис. Ледниковый поход
После окончания Третьей Мировой (1962—1965) сложилось неустойчивое равновесие. СССР занял Египет, Индию, Юго-Восточную и Восточную Африку, но, несмотря на столь обширные территории, испытывал острую нехватку тяжелой промышленности и черных металлов. Китай, занявший Индокитай и Индонезию, испытывал острую нехватку территорий и находился под угрозой американских авианалётов с территории Австралии. Евросоюз, занявший запад Африки, истощил свои силы в борьбе за выживание и вскоре потерял новые территории, захваченные СССР. США же, включив в свой состав по итогам войны Англию, заняли территории ЮАР, Австралии и Латинской Америки, и из всех поставленных перед собою задач сумели успешно провести только захват и вывоз запасов нефтепродуктов и отражение вторжения в ЮАР.
Хрупкое равновесие было нарушено начавшимся в Южном полушарии оледенением, превзошедшим самые пессимистичные прогнозы учёных. В силу географических особенностей, единственными пострадавшими оказались США, чем решили воспользоваться прочие участники конфликта. В Африке участились конфликты на границе с ЮАР, а китайская авиация начала авианалёты на Австралию. Из-за увеличения числа айсбергов флот США оказался бесполезен, и все перевозки между континентами стали осуществляться по льдам Южного океана. Осознав невозможность удержания всех территорий, США бросает все силы на эвакуацию населения и ресурсов из Австралии и ЮАР в Южную Америку, оставив Центральную Америку практически без защиты.
СССР решает воспользоваться уникальной возможностью нанести удар по старому врагу и обеспечить свою тяжелую промышленность ресурсами, для чего составляет план Ледникового похода. Из Африки до Америки по льду Атлантики строится железная дорога, и войска СССР вторгаются в беззащитную Латинскую Америку.
После упорных боев основные силы СССР с успехом вывозят на довоенные территории США ресурсы и начинают их переброску в СССР. Ударные части Советской армии остаются в арьергарде и с успехом контратакуют американские войска на территории южных штатов, арьергард же советских сил в Мексике уничтожен контратакой США. Вскоре, после вывоза части советских сил, американская армия наносит новый удар и отбивает часть ресурсов, полностью разгромив не успевшие эвакуироваться части советских войск.
После завершения боёв как США, так и СССР объявляют о достижении ими полной и безоговорочной победы над вражескими войсками.